# Zofia Kisielewowa
Zofia z Potockich Kisielewowa (ur. 1801 w Tulczynie, zm. 2 stycznia 1875 w Paryżu), córka Stanisława Szczęsnego Potockiego i jego trzeciej żony, Zofii z Glavanich Wittowej, czynna w życiu politycznym Wielkiej Emigracji.
W 1821 wyszła za mąż za rosyjskiego generała Pawła Kisielowa, z którym pozostawała w separacji od 1829. Mieli jednego syna Włodzimierza (1822–1824), który zmarł w dzieciństwie. Pochowana w Montrésor.